# Стеван Балентић
Стеван Балентић, војвода (? – Велики Варадин, 1535) је један од најугледнијих српских првака у Банату и Поморишју у време након Мохачке битке 1526. године.
Време у коме је био српски војвода, карактеришу чести османски напади и сукоб између Фердинанда I Хабзбуршког и Јована Запоље око власти у Угарској. 
У изворима се први пут помиње 1529. као рођак и наследник деспота Радича Божића, који је подржавао Запољу. Прихватио је позив Фердинанда I и почетком априла 1529. прешао на његову страну. Исте године, у време похода султана Сулејмана I на Угарску, одлучио је да ипак остане на страни Запоље. За заслуге у борби против Фердинандових присталица, током 1530. од Запоље је добио титулу и достојанство врховног капетана Срба. Почетком 1531. ушао је у сукоб с једним од најзначајнијих Запољиних присталица, Стефаном Вербецијем, и освојио његов град Бечеј. Та вест је подстакла Фердинанда I да са Стеваном обнови преговоре и крунише их даровницом којом је Стеван добио градове Шољмош и Липово. 
У време новог турског похода на Угарску поново се приклонио Запољи и током 1532. и 1533. у изворима се помиње као његов војвода. Због тога је Фердинанд I захтевао да му врати дароване градовe. После повлачења Турака, крајем 1534. још једном је успео да преговоре с Фердинандом I закључи новим даровним писмом. Често мењање страна и неиспуњена обећања навела су Запољу да почетком 1535. нападне на Липово, ухвати Стевана и затвори га у Великом Вараду, где је после неког времена и погубљен. Био је добротвор манастира Лесново код Кратова. Име му је забележено у манастирском поменику око 1530. године.

## Извори
1. ↑  Новаковић, С. (1875). Српски поменици XV–XVIII века. ГСУД. стр. 42.
2. ↑  Ивић, А. (1910). Споменици Срба у Угарској, Хрватској и Славонији током XVI и XVII столећа. Нови Сад.